# NGC 259
NGC 259 ist eine Spiralgalaxie mit ausgedehnten Sternentstehungsgebieten vom Hubble-Typ Sbc im Sternbild Walfisch südlich des Himmelsäquators. Sie ist schätzungsweise 184 Millionen Lichtjahre von der Milchstraße entfernt und hat einen Durchmesser von etwa 155.000 Lichtjahren. Gemeinsam mit sechs weiteren Galaxien bildet sie dei NGC 271-Gruppe (LGG 13).

Im selben Himmelsareal befindet sich u. a. die Galaxie NGC 331.
Das Objekt wurde am 13. Dezember 1786 von dem deutsch-britischen Astronomen Wilhelm Herschel entdeckt.